# Monastère de Nova Pavlica
Le monastère de Nova Pavlica (en serbe cyrillique : Манастир Нова Павлица ; en serbe latin : Manastir Nova Pavlica) est un monastère orthodoxe serbe situé à Pavlica, dans le district de Raška et dans la municipalité de Raška, dans l'ouest de la Serbie. Il est inscrit sur la liste des monuments culturels de grande importance de la République de Serbie (identifiant no SK 172).

## Présentation
L'église du monastère, dédiée à la Présentation de la Mère de Dieu au Temple, a été fondée par Stefan et Lazar Musić, les neveux du prince Lzare dans la seconde moitié du XIVe siècle ; Stefan Musić a été tué lors de la bataille de Kosovo Polje, en 1389. Le monastère a été restauré en 1464 par le métropolite de Raška Joanikije, qui a fait ajouter un narthex à l'église et qui y a fait peindre des fresques à la demande du voïvode de Novo Brdo Mihailo Anđelović.

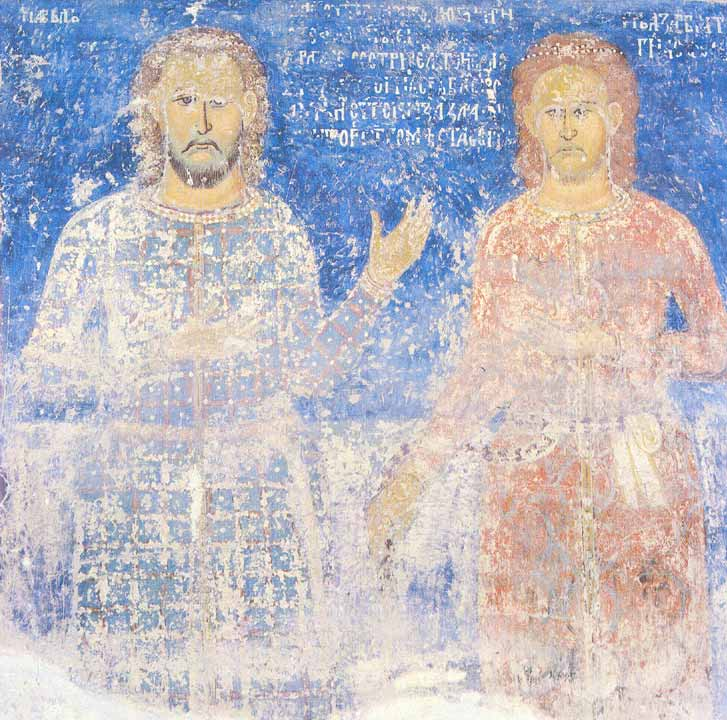
Stefan et Lazar Musić, les fondateurs du monastère, fresque du XIVe siècle à l'intérieur de l'église
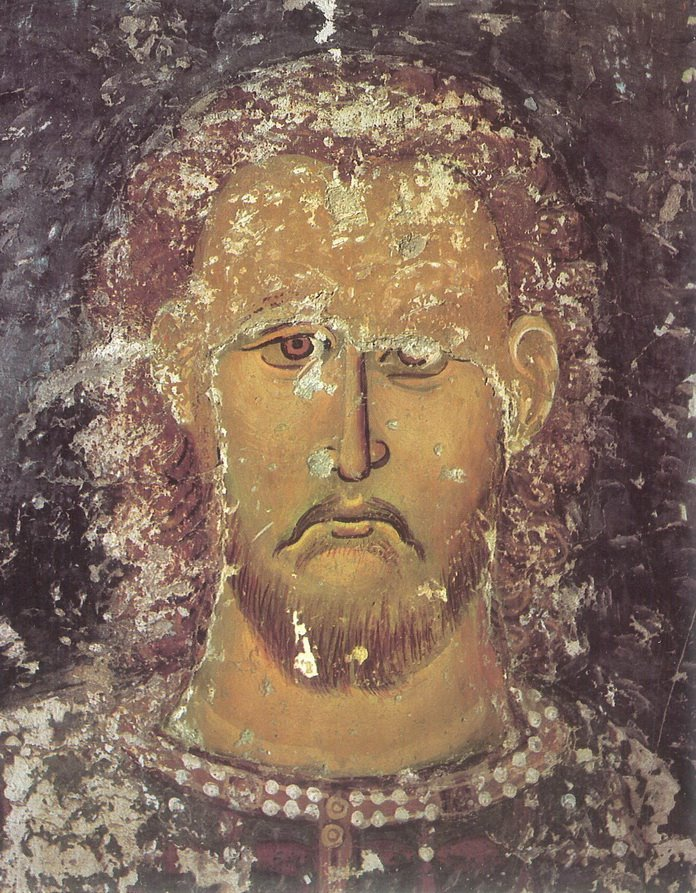
Stefan Musić, détail de la fresque
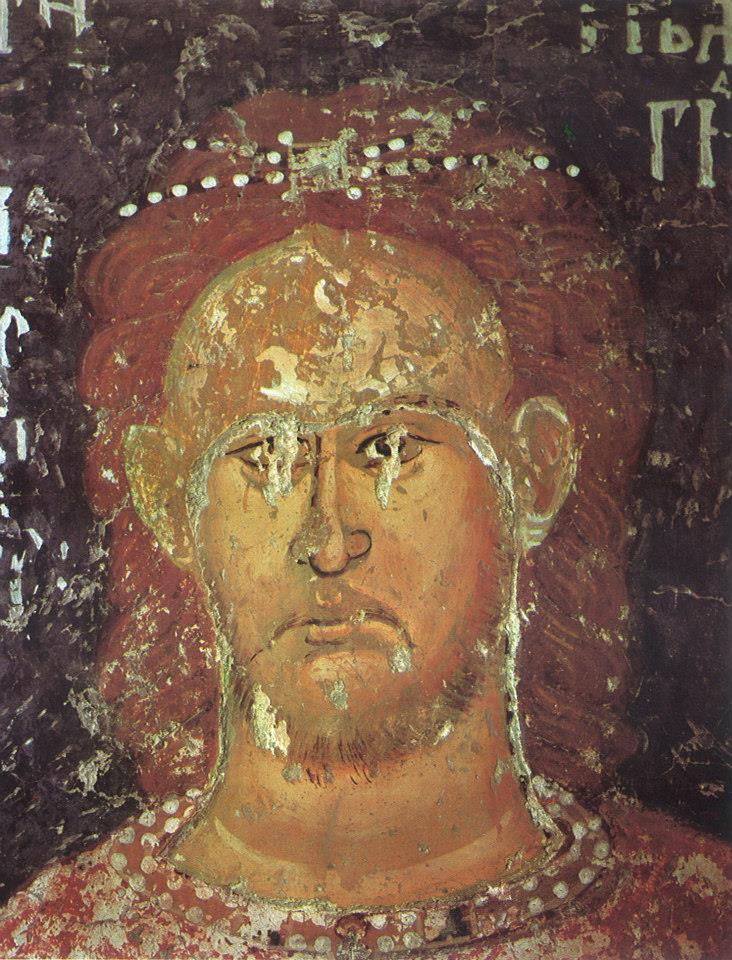
Lazar Musić, détail de la fresque

L'église s'inscrit dans un plan tréflé développé ; elle est surmontée par une coupole reposant sur des colonnes. Contrairement aux autres églises de style moravien, elle a été dès l'origine enduite de plâtre et peinte. Depuis la fin du XIXe siècle, la façade occidentale est dominée par un clocher massif.

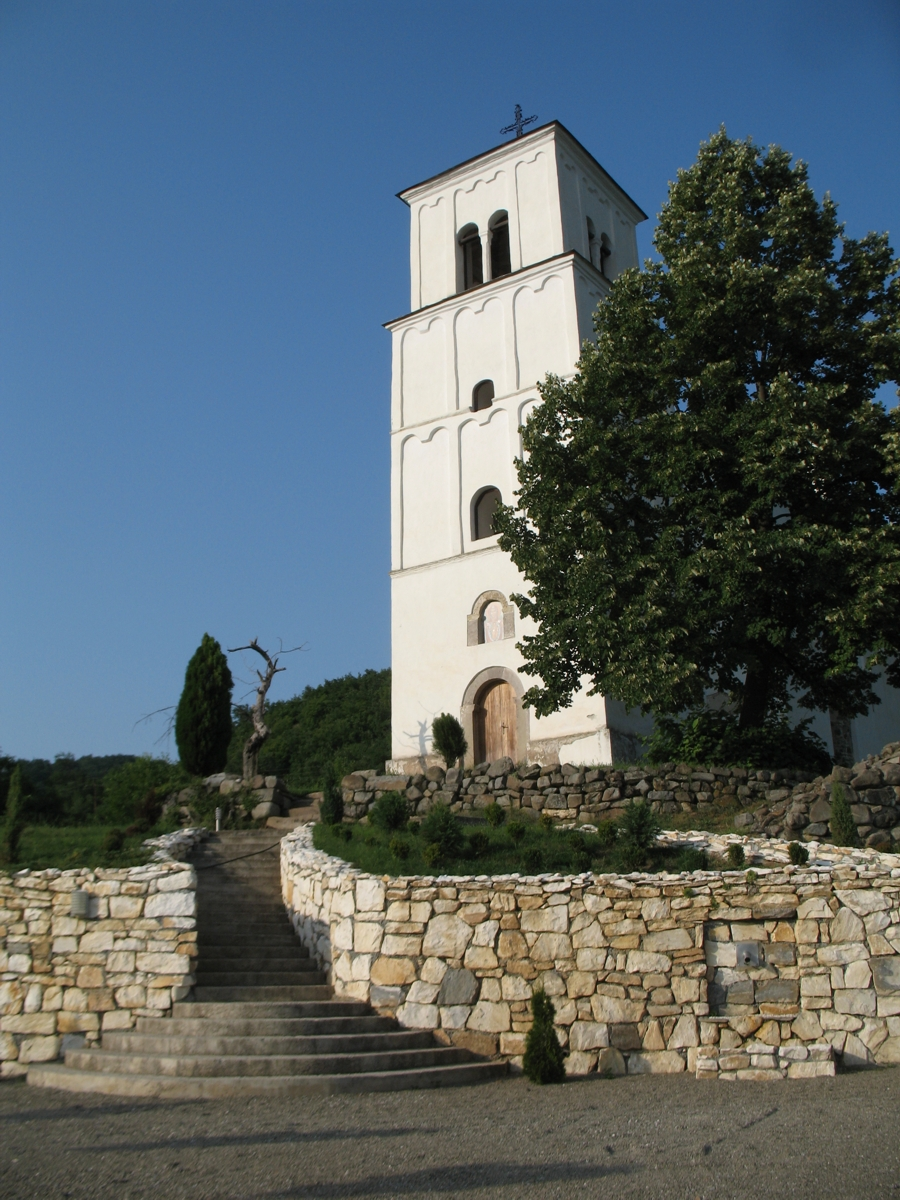
Le clocher de l'église

Une grande partie des fresques a disparu. On peut encore y voir une représentation du Christ mort dans la chapelle de la proscomidie et des portraits des fondateurs de l'église et prince Lazare ; ces peintures sont apparemment l'œuvre d'un artiste venu de Macédoine. Les fresques du narthex, dont il ne subsiste que des fragments, offrent des représentations des fondateurs, de l'évêque Joanikije, et vraisemblablement, du voïvode Mihailo Anđelović.

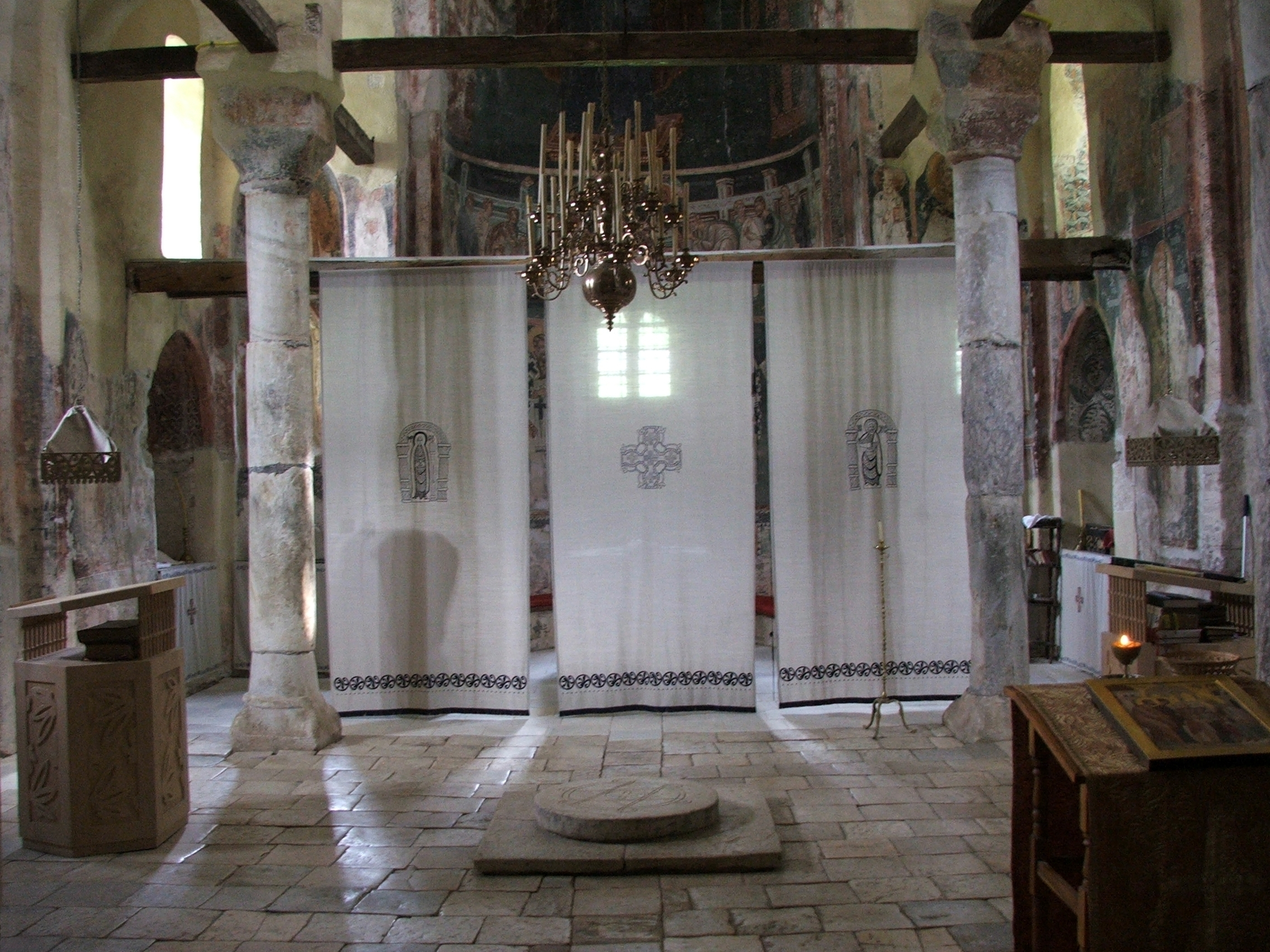
L'intérieur de l'église